# Drugi rząd Roberta Peela

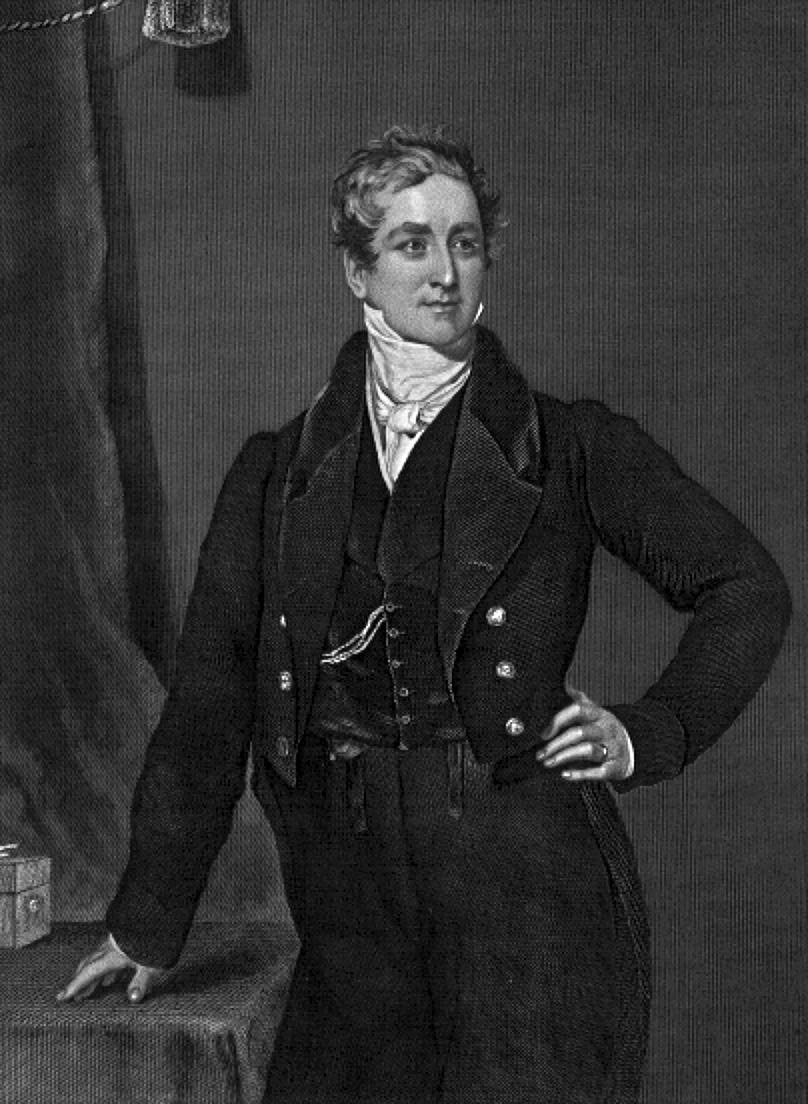
Robert Peel, premier, pierwszy lord skarbu, kanclerz skarbu, przewodniczący Izby Gmin

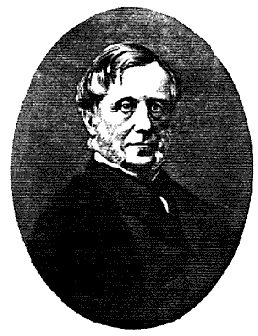
John Young, młodszy lord skarbu, parlamentarny lord skarbu

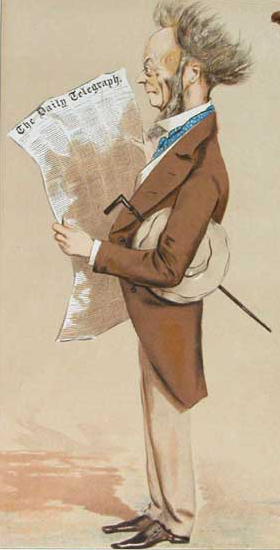
Karykatura. Książę Buccleuch, lord tajnej pieczęci, lord przewodniczący Rady

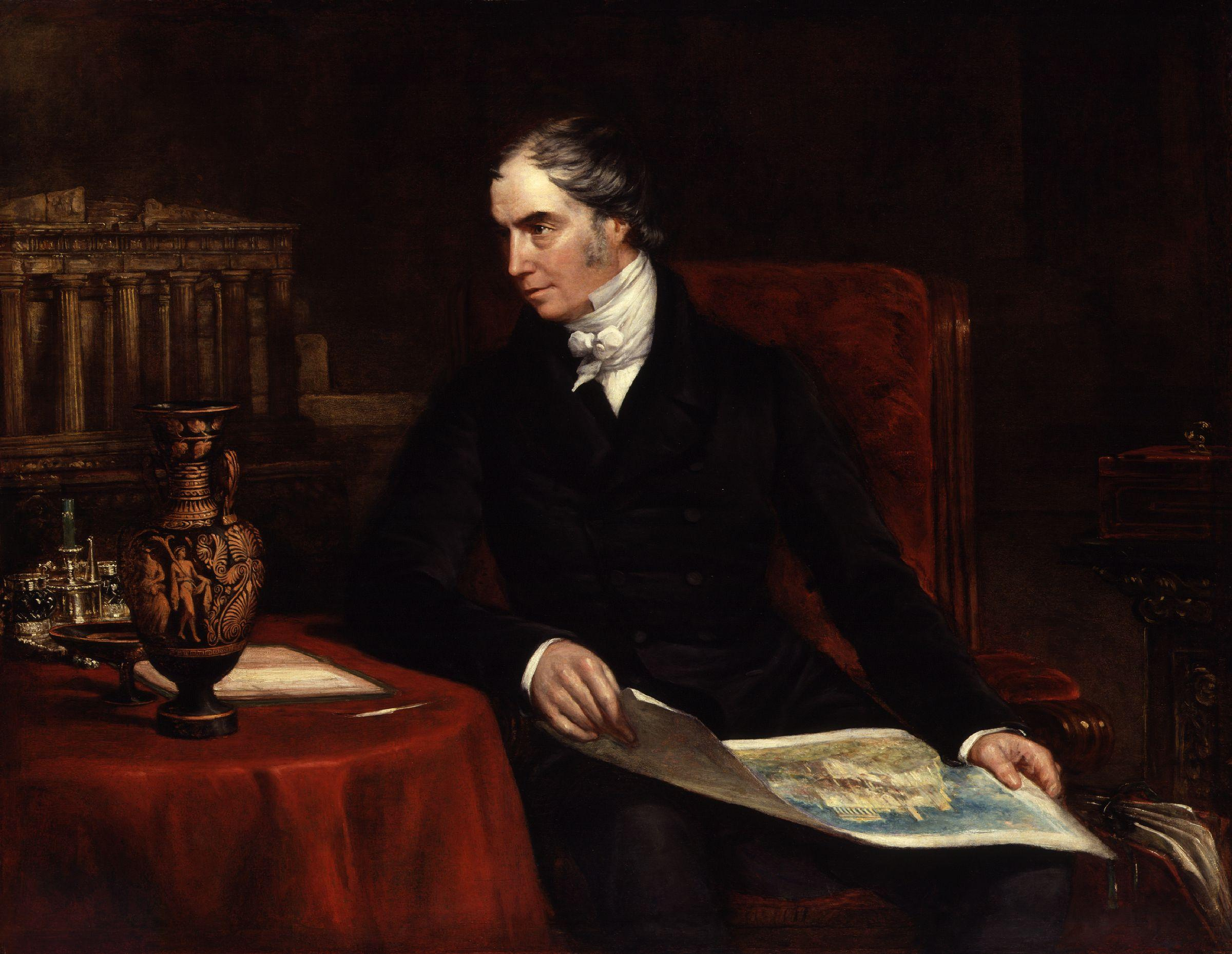
Hrabia Aberdeen, minister wojny i kolonii

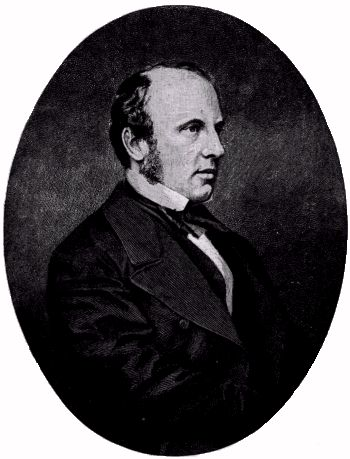
Wicehrabia Canning, podsekretarz stanu w ministerstwie spraw zagranicznych, pierwszy komisarz ds. lasów

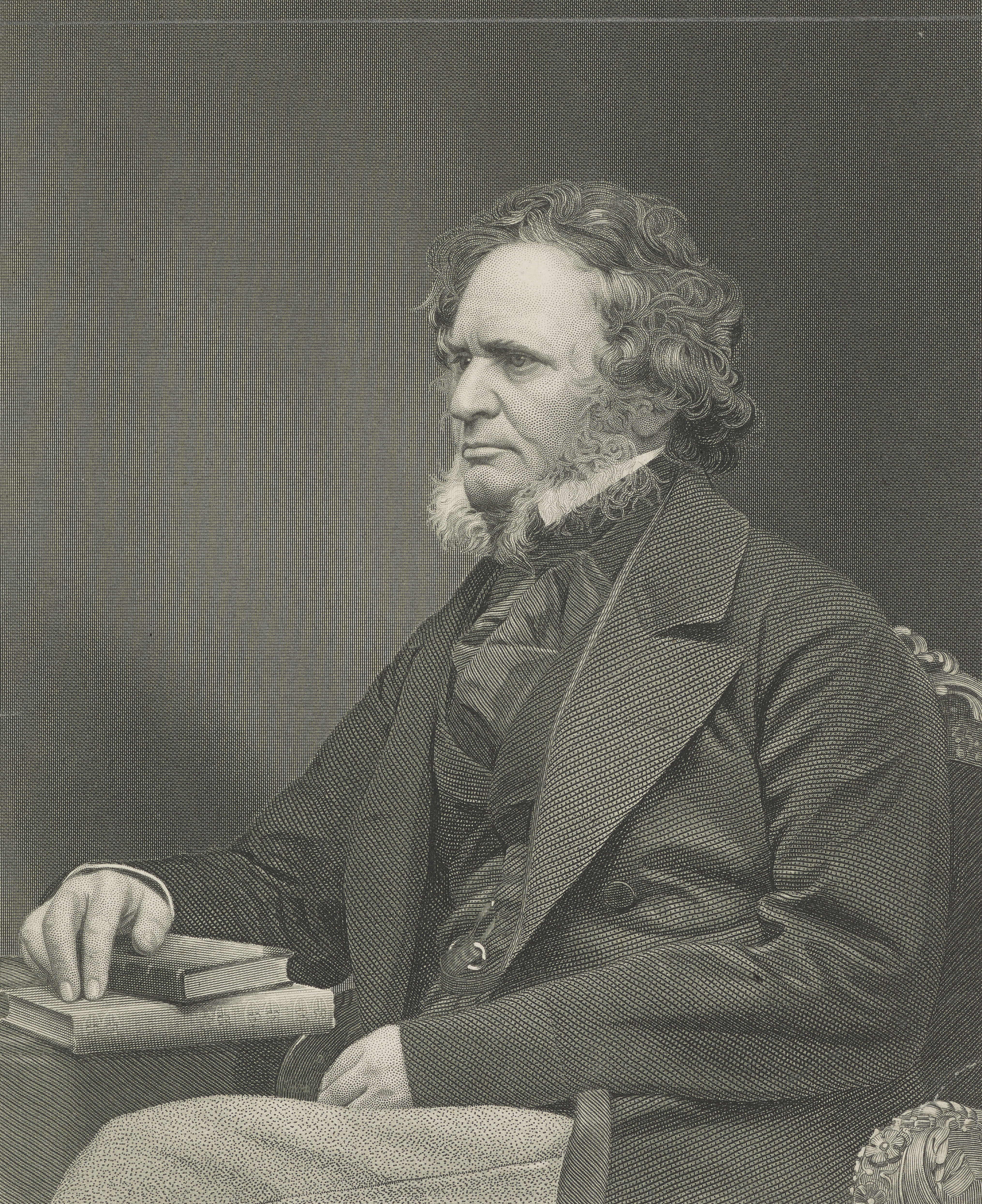
Lord Stanley, minister wojny i kolonii

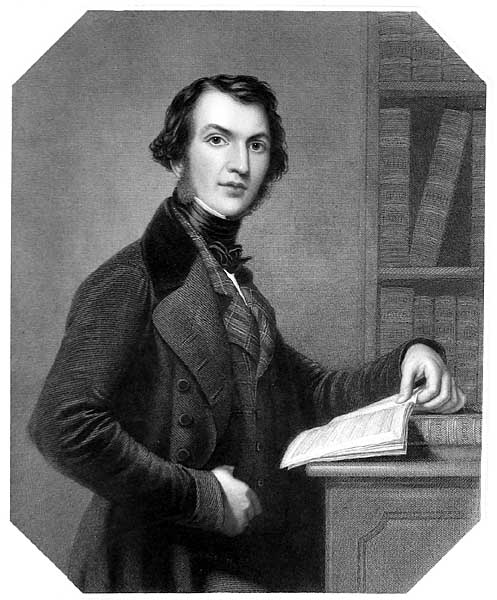
William Ewart Gladstone, zarządca mennicy, wiceprzewodniczący Zarządu Handlu, przewodniczący Zarządu Handlu, minister wojny i kolonii

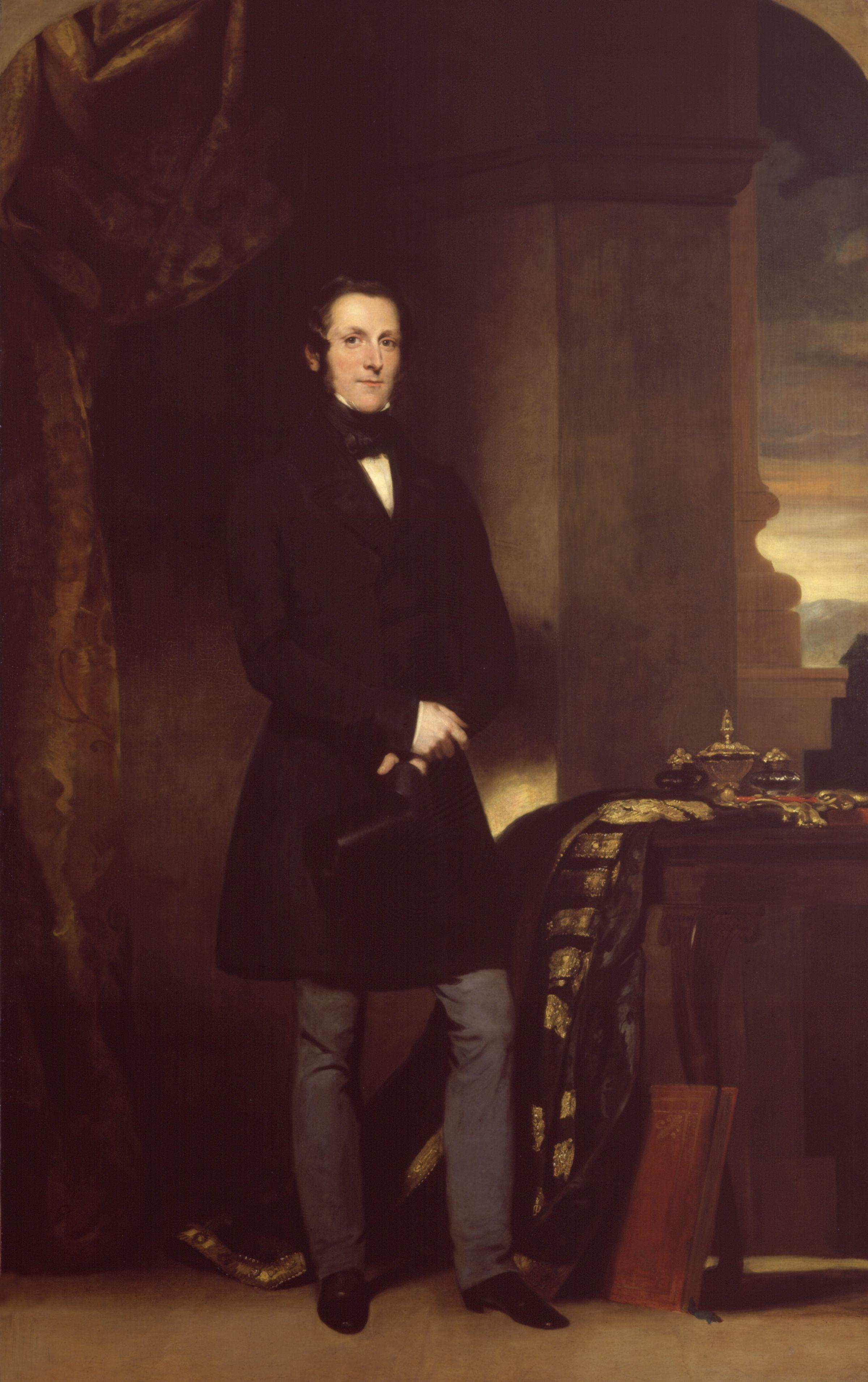
Hrabia Dalhousie, wiceprzewodniczący Zarządu Handlu, przewodniczący Zarządu Handlu

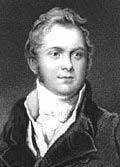
Hrabia Ripon, przewodniczący Zarządu Handlu, przewodniczący Rady Kontroli

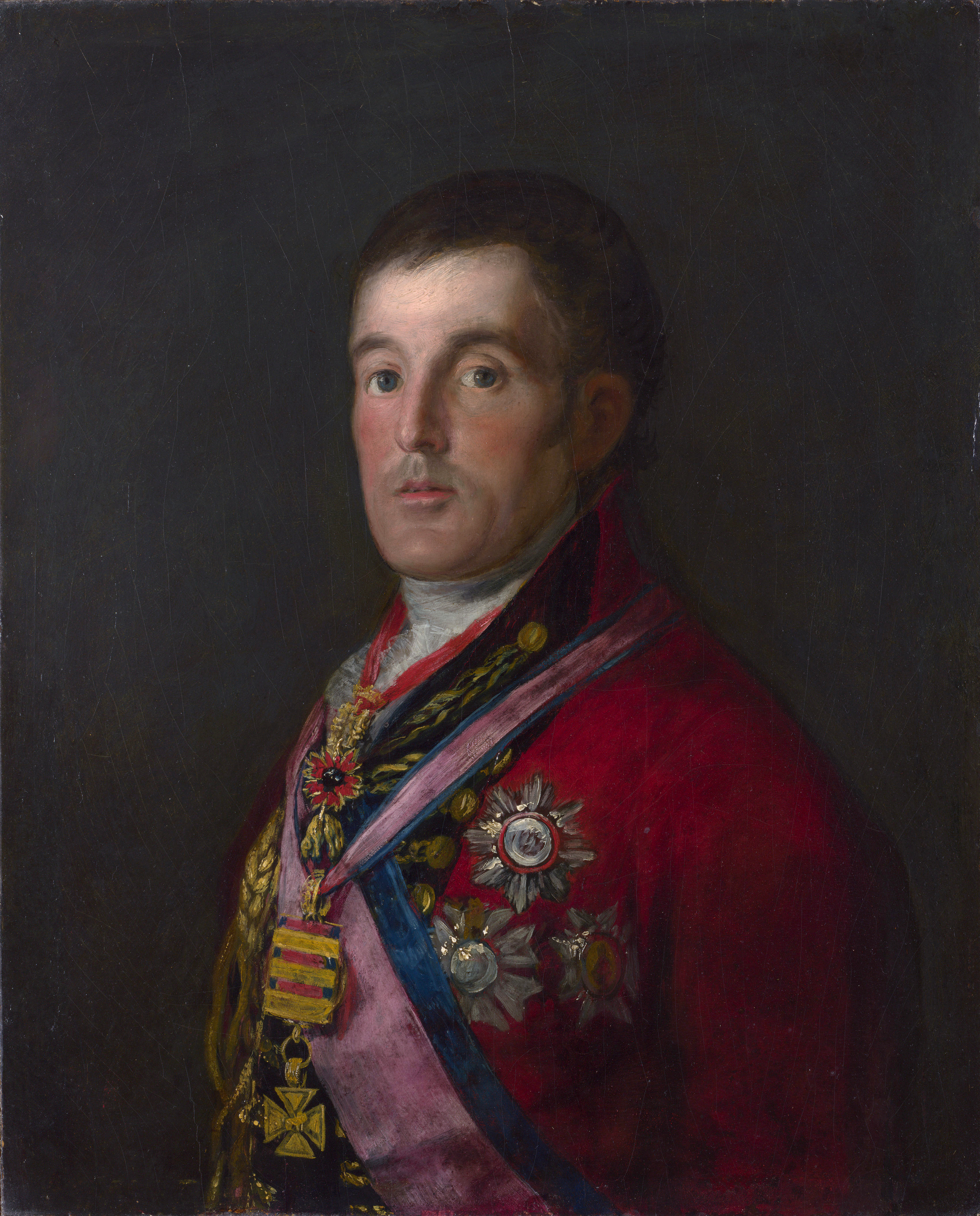
Książę Wellington, minister bez teki, przewodniczący Izby Lordów

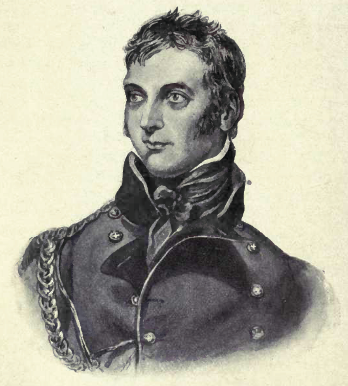
George Murray, generał artylerii

Drugi gabinet Roberta Peela – rząd Partii Konserwatywnej pod przewodnictwem Roberta Peela istniał od 4 września 1841 do 27 czerwca 1846. Rząd upadł kiedy Peel, przy sprzeciwie większości konserwatystów, poparł zniesienie ustaw zbożowych.
Członków ścisłego gabinetu wyróżniono tłustym drukiem.

## Skład rządu
| Urząd                                                  | Imię i nazwisko | Kadencja                                                    |
| ------------------------------------------------------ | --- | ----------------------------------------------------------- |
| Premier Pierwszy lord skarbu Przewodniczący Izby Gmin  | Robert Peel | 1841–1846                                                   |
|                                                        | |                                                             |
| Kanclerz skarbu                                        | Henry Goulburn | 1841–1846                                                   |
| Parlamentarny sekretarz skarbu                         | Thomas Fremantle John Young | 1841–1844 1844–1846                                         |
| Finansowy sekretarz skarbu                             | George Clerk Edward Cardwell | 1841–1845 1845–1846                                         |
| Młodsi lordowie skarbu                                 | James Milnes Gaskell Henry Bingham Baring Alexander Perceval Alexander Pringle John Young Lord Arthur Lennox William Forbes Mackenzie William Cripps Swynford Thomas Carnegie Ralph Neville                                                         | 1841–1846 1841 1841–1845 1841–1844 1844–1845 1845–1846 1846 |
| Lord kanclerz                                          | John Copley, 1. baron Lyndhurst | 1841–1846                                                   |
| Lord przewodniczący Rady                               | James Stuart-Wortley-Mackenzie, 1. baron Wharncliffe Walter Montagu-Douglas-Scott, 5. książę Buccleuch | 1841–1846 1846                                              |
| Lord tajnej pieczęci                                   | Richard Temple-Grenville, 2. książę Buckingham i Chandos Walter Montagu-Douglas-Scott, 5. książę Buccleuch Thomas Hamilton, 9. hrabia Haddington | 1841–1842 1842–1846 1846                                    |
| Minister spraw wewnętrznych                            | James Graham | 1841–1846                                                   |
| Podsekretarz stanu w ministerstwie spraw wewnętrznych  | John Manners-Sutton | 1841–1846                                                   |
| Minister spraw zagranicznych                           | George Hamilton-Gordon, 4. hrabia Aberdeen | 1841–1846                                                   |
| Podsekretarz stanu w ministerstwie spraw zagranicznych | Charles Canning, 2. wicehrabia Canning George Smythe | 1841–1846 1846                                              |
| Minister wojny i kolonii                               | Edward Stanley, lord Stanley William Ewart Gladstone | 1841–1845 1845–1846                                         |
| Podsekretarz stanu w ministerstwie wojny i kolonii     | George William Hope George Lyttelton, 4. baron Lyttelton | 1841–1846 1846                                              |
| Pierwszy lord Admiralicji                              | Thomas Hamilton, 9. hrabia Haddington Edward Law, 1. hrabia Ellenborough | 1841–1846 1846                                              |
| Sekretarz przy Admiralicji                             | Sidney Herbert Henry Thomas Lowry-Corry | 1841–1845 1845–1846                                         |
| Cywilny lord Admiralicji                               | Henry Thomas Lowry-Corry Henry Fitzroy | 1841–1845 1845–1846                                         |
| Przewodniczący Rady Kontroli                           | Edward Law, 1. hrabia Ellenborough William Vesey-FitzGerald, 2. baron FitzGerald i Vesey Frederick Robinson, 1. hrabia Ripon | 1841 1841–1843 1844–1846                                    |
| Sekretarze Rady Kontroli                               | James Emerson Tennent William Baring Robert Jocelyn, wicehrabia Jocelyn Philip Stanhope, wicehrabia Mahon | 1841–1845 1845–1846                                         |
| Kanclerz Księstwa Lancaster                            | Lord Granville Somerset | 1841–1846                                                   |
| Paymaster-General                                      | Edward Knatchbull William Baring | 1841–1845 1845–1846                                         |
| Minister bez teki Przewodniczący Izby Lordów           | Arthur Wellesley, 1. książę Wellington | 1841–1846                                                   |
| Przewodniczący Zarządu Handlu                          | Frederick Robinson, 1. hrabia Ripon William Ewart Gladstone James Broun-Ramsay, 10. hrabia Dalhousie | 1841–1843 1844–1845 1845–1846                               |
| Wiceprzewodniczący Zarządu Handlu                      | William Ewart Gladstone James Broun-Ramsay, 10. hrabia Dalhousie George Clerk | 1841–1843 1844–1845 1845–1846                               |
| Sekretarz ds. wojny                                    | Henry Hardinge Thomas Fremantle Sidney Herbert | 1841–1844 1844–1845 1845–1846                               |
| Pierwszy komisarz ds. lasów                            | Henry Pelham-Clinton, hrabia Lincoln Charles Canning, 2. wicehrabia Canning | 1841–1846 1846                                              |
| Główny sekretarz Irlandii                              | Edward Eliot Thomas Fremantle Henry Pelham-Clinton, hrabia Lincoln | 1841–1845 1845–1846 1846                                    |
| Lord namiestnik Irlandii                               | Thomas Robinson, 2. hrabia de Grey William à Court, 1. baron Heytesbury | 1841–1844 1844–1846                                         |
| Zarządca mennicy                                       | William Ewart Gladstone George Clerk | 1841–1845 1845–1846                                         |
| Generał artylerii                                      | George Murray | 1841–1846                                                   |
| Zastępca generała artylerii                            | Jonathan Peel | 1841–1846                                                   |
| Skarbnik artylerii                                     | Henry George Boldero Lord Arthur Lennox | 1841–1845 1845–1846                                         |
| Zaopatrzeniowiec artylerii                             | Francis Robert Bonham Thomas Hastings | 1841–1845 1845–1846                                         |
| Poczmistrz generalny                                   | William Lowther, 2. hrabia Lonsdale Edward Eliot, 3. hrabia St Germans | 1841–1845 1845–1846                                         |
| Prokurator generalny                                   | Frederick Pollock William Webb Follett Frederick Thesiger | 1841–1844 1844–1845 1845–1846                               |
| Radca generalny Anglii i Walii                         | William Webb Follett Frederick Thesiger Fitzroy Kelly | 1841–1844 1844–1845 1845–1846                               |
| Najwyższy Sędzia Wojskowy                              | John Nicholl James Stuart-Wortley | 1841–1846 1846                                              |
| Lord adwokat                                           | William Rae Duncan McNeill | 1841–1842 1842–1846                                         |
| Radca generalny Szkocji                                | Duncan McNeill Adam Anderson | 1841–1842 1842–1846                                         |
| Solicitor General dla Irlandii                         | Edward Pennefather John Devonshire Jackson Thomas Berry Cusack Smith Richard Wilson Greene Abraham Brewster | 1841 1841–1842 1842 1842–1846 1846                          |
| Lord steward                                           | Charles Jenkinson, 3. hrabia Liverpool | 1841–1846                                                   |
| Lord szambelan                                         | George Sackville-West, 5. hrabia De La Warr | 1841–1846                                                   |
| Wiceszambelan Dworu Królewskiego                       | Lord Ernest Brudenell-Bruce | 1841–1846                                                   |
| Koniuszy królewski                                     | George Villiers, 5. hrabia Jersey | 1841–1846                                                   |
| Skarbnik Dworu Królewskiego                            | Frederick Hervey, hrabia Jermyn | 1841–1846                                                   |
| Kontroler Dworu Królewskiego                           | George Dawson-Damer | 1841–1846                                                   |
| Kapitan Gentelmen at Arms                              | John Weld-Forester, 2. baron Forester | 1841–1846                                                   |
| Kapitan Ochotników Gwardii                             | John Kerr, 7. markiz Lothian George Percy, 2. hrabia Beverley | 1841–1842 1842–1846                                         |
| Opiekun stajni królewskich                             | James St Claire-Erskine, 3. hrabia Rosslyn | 1841–1846                                                   |
| Chief Equerry Clerk Marshal                            | Lord Charles Wellesley | 1841–1846                                                   |
| Mistress of the Robes                                  | Charlotte Montagu-Douglas-Scott, księżna Buccleuch | 1841–1846                                                   |
| Lord-in-waiting                                        | John Butler, 2. markiz Ormonde Henry Greville, 3. hrabia Warwick George Douglas, 17. hrabia Morton Charles Yorke, 4. hrabia Hardwicke George Pitt-Rivers, 4. baron Rivers Cornwallis Maude, 3. wicehrabia Hawarden George Murray, 2. baron Glenlyon | 1841–1846 1846                                              |